# 심광호
심광호 (沈光鎬, 1977년 8월 1일 ~ )는 전 KBO 리그 LG 트윈스의 포수이자 전 경찰 야구단의 배터리 코치이다. 2021년 현재 KBO 리그 Kt wiz의 프런트로 일하고 있다.
1996년 고졸우선 지명을 받아 한화 이글스에 입단하였고, 2002년 말 상무에서 제대한 이후에는 주로 신경현의 백업 포수로 출장하였다. 2006년 한국시리즈 3차전에서는 투수 오승환을 상대로 홈런을 뽑아 내어 강한 인상을 남겼다. 2008년 4월 4일 한화 이글스의 내야수 부족과 삼성 라이온즈 포수 현재윤 선수의 쇄골 부상에 따른 백업 포수 부족에 따른 각 팀의 사정으로 삼성 라이온즈의 내야수 이여상을 상대로 1:1로 트레이드되었다. 그러나 부상으로 팔꿈치 수술을 받은 후, 2009년에는 백업으로 나서지 못한 채 재활했다. 2010년에는 1군에 올라오지 못하고 삼성에서 방출된 후, 백업 포수가 필요했던 LG 트윈스의 입단 테스트를 받아 곧바로 이적하였다. 이적 후 2011년 1군에 복귀하여 25경기에서 조인성의 백업 포수로 출전했다. 2011년에는 주키치가 등판할 때 주로 선발 포수로 출전하면서 주키치의 전담 포수 역할을 하였으며, 심광호가 은퇴한 이후에도 주키치가 경찰청과의 연습경기 시작 전에 심광호부터 찾을 정도였다. 조인성이 FA를 선언하여 SK 와이번스로 이적한 후 선발 라인업 출장 경기가 늘게 되었으나 2012년 시즌 중 무릎 부상을 당해 수술을 받아 재활군에 내려갔고, 1군 43경기에 그쳤다. 이후 윤요섭, 조윤준 등의 신진 포수들에게 밀려 2012 시즌을 마치게 된 후 다시 방출 동보를 받았다. 2003년 상무에서 제대하고 복귀하였을 때 한화에서 함께하였던 유승안 감독의 제안을 받아 현역에서 물러나 경찰 야구단의 배터리 코치로 활동했다.
2015년부터 Kt wiz의 프런트로 전직했다. 전력분석팀 과장을 맡은 것을 시작으로 Kt wiz의 프런트로 재직하고 있으며, 현재는 Kt wiz의 스카우트다.

## 출신 학교
- 천안남산초등학교
- 천안북중학교
- 북일고등학교